# Арбрисел
Арбрисѐл (на френски: Arbrissel) е село в северозападна Франция, част от департамента Ил е Вилен на регион Бретан. Населението му е около 284 души (2021).
Разположено е на 75 метра надморска височина в Армориканските възвишения, на 35 километра югоизточно от Рен и на 43 километра югозападно от Лавал. Селището е известно от XI век, а днес е предимно земеделско, като почти цялото му землище се обработва.

## Известни личности
Родени в Арбрисел
- Робер от Арбрисел (1047 – 1117), духовник